# Kayono
Kayono (香代乃?, Kayono; 17 marzo ...) è una fumettista giapponese.
Figlia della mangaka di opere shōjo Chikae Ide, si dedica lei stessa al fumetto destinato al pubblico femminile. Protagoniste delle sue serie, ha notato il direttore editoriale di Flashbook Edizioni Paolo Gattone, sono spesso delle ragazze dai seni enormi, mentre le trame - pur conformandosi agli standard romantico-sentimentali dei fumetti giapponesi per ragazze - sono permeati da una forte carica erotica.
Nel 2004 è stata accusata di plagio dalla mangaka Kazusa Takashima, tuttavia il tribunale ha giudicato innocente Kayono. Il verdetto, che ha costretto inoltre Takashima a sospendere la sua attività di fumettista per due anni, non è stato ben accolto dalle fan dell'autrice yaoi, che si sono così organizzate per boicottare Kayono.

## Opere
- Magical Lamp (オトコ姫と魔法のランプ?, Otoko hime to mahōnoranpu) (2003)
- Shinobi no onna (忍びのオンナ?) (2003)
- Beautiful Witch (美メン華族?, Bimenkazoku) (2004)
- Royal 17 (ロイヤル・セブンティーン?, Roiyaru sebuntīn) (2005)
- Lovenista (ラブニスタ?, Rabunisuta) (2006)